# Angloamerikanisches Maßsystem
Die angloamerikanischen Maßsysteme haben ihren Ursprung im mittelalterlichen England und fanden Verbreitung im Einflussgebiet des ehemaligen Britischen Weltreichs. Das angloamerikanische Maßsystem existiert in mehreren nationalen Varianten und ist kein in sich geschlossenes Maßsystem. Dies ist – neben dem weitestgehend fehlenden Bezug zum Dezimalsystem – der wesentliche Unterschied zum metrischen Maßsystem. Wie bei fast allen vormetrischen Maßsystemen sind manche Maße nur für bestimmte Anwendung vorgesehen.
Die in den Vereinigten Staaten benutzte Variante, die customary units, ist dort als Hauptmaßsystem vollumfänglich im Gebrauch. Bis auf die Hohlmaße ist es größtenteils identisch mit den imperial units des Vereinigten Königreichs. Diese wurden seit dem Beitritt des Vereinigten Königreichs zur Europäischen Wirtschaftsgemeinschaft 1973 zunehmend durch das metrische Maßsystem ersetzt, jedoch nicht vollständig verdrängt. Seit dem Brexit mehren sich die Bemühungen, die imperial units wieder zuzulassen. Auch in vielen ehemaligen Teilen des Britischen Weltreiches (z. B. Kanada) ist das von den britischen Inseln eingeführte Maßsystem zumindest in Resten noch anzutreffen, vor allem im Umgang unter den Bürgern.

## Einleitung

### Geschichte
In England wurde 1824 mit dem Weights and Measures Act 1824 sämtliche, teils viele Jahrhunderte alte Bestimmungen über Maßeinheiten aufgehoben und das Maßsystem erstmals in seiner Gesamtheit reguliert. Das Einheitensystem wurde gestrafft, in Teilen reformiert und als alleinig gesetzlich gültiges Handelsmaß im gesamten britischen Herrschaftssystem bestimmt. Dieses Gesetz markiert den Übergang der historischen englischen Maßeinheiten zu den „imperial units“.
In den USA blieb das englische Maßsystem nach Erlangung der Unabhängigkeit im Wesentlichen erhalten. Die in England durchgeführte Reform wurde nicht übernommen. Dies führte zu den bis heute bestehenden Unterschieden bei den Hohlmaßen zwischen „imperial units“ und „customary units“.

### Anbindung an das metrische System
Das angloamerikanische Maßsystem – in seiner heutigen Ausführung – ist kein eigenständiges Maßsystem. Die 1893 in den Vereinigten Staaten von Amerika erlassene Mendenhall Order gab den Bezug auf die eigenen Maßverkörperungen auf und bestimmte als Normal für die Grundeinheiten Yard und Pound die entsprechenden metrischen Maßverkörperungen (Urmeter und Urkilogramm). Mit der Einführung des vereinheitlichten „Internationalen Yards“ zum 1. Juli 1959 erfolgte in allen Staaten mit Ausnahme von Großbritannien eine endgültige Umstellung auf die metrischen Maßverkörperungen. Mit dem Weights and Measures Act 1963 vollzog auch Großbritannien diesen Schritt.

### Internationale Verwendung
Einige angloamerikanische Maße sind auch international gebräuchlich, teils als tatsächlich gemessene Größe, teils als nominelle Bezeichnung. Hauptsächlich ist dies der Zoll (inch), mit dem bspw. Jeans, Sägeketten oder Computermonitore spezifiziert werden. Bei Mengenangaben für Erdöl ist das Barrel weit verbreitet; in US-Dollar notierende Rohstoffbörsen beziehen sich bei Gold auf die Feinunze (troy ounce), bei Getreide auf das Bushel. Die Flughöhe wird in Fuß (foot) angegeben, aber ist eigentlich ein auf den gleichen Bezugswert genormter Luftdruck.

### Gebräuchliche Einheiten
Beispiele für wichtige und häufig verwendete Maßeinheiten der angloamerikanischen Maßsysteme sind: Zoll (inch), Fuß (foot), Meile (mile), Unze (ounce), Pfund (pound), Stein (stone), Flüssigunze (fluid ounce), Pint(e) (pint), Quart (quart), Gallone (gallon), acre. Die Einheiten wurden im Laufe der Geschichte unterschiedlich definiert. Insbesondere im Bereich der Hohlmaße haben sich hieraus bis heute geltende Unterschiede zwischen englischen und US-amerikanischen Varianten der Einheiten entwickelt.
Auch in englischsprachiger Wissenschaft und Technik sind teilweise bis heute einige nichtmetrische Einheiten üblich. Für die Newton’sche Mechanik, die Elektrotechnik etc. mussten neue Einheiten gebildet bzw. bestehende genauer differenziert werden. Zum Teil geschah dies auf Grundlage der angloamerikanischen Einheiten in verschiedenen sog. FPS-Systemen (foot, pound, second), die sich v. a. darin unterscheiden, ob die klassischen Gewichtseinheiten für die Masse (pound-mass) oder die Kraft (pound-force) verwendet werden. Im englischen Sprachraum gibt es auch einige dem metrischen System zuzurechnende Einheiten (z. B. nit) oder Namen (mho), die sich international nicht dauerhaft durchsetzen konnten. Diese gehören allenfalls zur Peripherie und nicht zum Kern der angloamerikanischen Maßsysteme.

### Einheitenzeichen
Eine Entsprechung zur Definition der metrische Einheitenzeichen in der ISO/IEC 80000 ist für das angloamerikanische Maßsystem nicht vorhanden. Zwar existiert die IEEE-Norm „IEEE Std 260.1-2004“, diese weist aber nur für einige der gebräuchlichsten Inch-Pound Einheiten Abkürzungen aus. Einheitenkürzel sind auch angeführt in den Handbüchern 130 und 44 der US-Behörde NIST sowie in der EG-Richtlinie 80/181/EWG. In all diesen Quellen sind die Abkürzungen in Kleinbuchstaben, ohne Punkt und ohne Plural-‚s‘ definiert. Obwohl durch vorstehende Quellen nicht belegt, werden Einheitenzeichen auch mit Punkt und einige wenige mit Plural-‚s‘ ausgeführt, wie beispielsweise 2 lbs. anstelle von 2 lb für 2 pounds. Einheitenkürzel auf Etiketten von Konsumgütern sind oftmals in Großbuchstaben ausgeführt (mit oder ohne Abkürzungspunkt), beispielsweise 30 FL.OZ. anstelle von 30 fl oz. Bei Flächenmaßen kann der Zusatz ‚sq‘ (square) vorgestellt sein (z. B. ‚sq ft‘), bei Volumenmaßen der Zusatz ‚cu‘ (cubic) (z. B. ‚cu ft‘). Die offiziellere Variante bei diesen Maßen ist die exponentielle Darstellung, so beispielsweise ‚ft²‘. Bei Einheitenzeichen, die unterschiedliche Bedeutung haben können, wird ein klärender Zusatz teils vor-, teils nachgestellt, so z. B. ‚oz tr‘ für troy ounce oder ‚fl oz‘ für fluid ounce.
Wenige Einheiten können durch Nichtbuchstabensymbole bezeichnet werden. Dies sind pound (#), foot (′), inch (″) sowie die archaischen Apothekermaße scruple (℈), dram (ʒ oder ℨ), ounce (℥), pound (℔). Da viele Einheitenbezeichnungen einsilbig sind, werden sie in Größenangaben häufig auch einfach ausgeschrieben.

### Trivia
Während des Air-Canada-Fluges 143 ging wegen einer Verwechslung von metrischen und angloamerikanischen Maßeinheiten beim Tanken der Treibstoff aus. Das Flugzeug konnte notlanden, es gab keine Verletzten.
Die Marsmission Mars Climate Orbiter scheiterte, da die NASA im metrischen und der Hersteller der Sonde, Lockheed Martin, im angloamerikanischen Maßsystem rechneten. Laut NASA kostete diese Mission 327,60 Millionen US-Dollar (571,41 Millionen im Jahr 2023).

## Längeneinheiten

Verhältnisse der angloamerikanischen Längeneinheiten zueinander

### Allgemeine Längenmaße
Seit dem 1. Juli 1959 gelten für die angloamerikanischen Längeneinheiten (und auch Gewichtseinheiten) vereinheitlichte internationale Definitionen. Festgelegt wurden die vereinheitlichten internationalen Einheiten als endlicher Dezimalbruch der metrischen Maßverkörperungen. Zuvor wichen die Festlegungen in den Staaten des britischen Commonwealth und den USA äußerst geringfügig voneinander ab. Im industriellen Bereich und der damit verbundenen Normung war das inch bereits ab den 1930er Jahren mit 2,54 cm international definiert.
| Einheit | Deutsch | Abk.    | Abk. | Größe      | Metrische Größe |
| ------- | ------- | ------- | ---- | ---------- | --------------- |
| inch    | Zoll    | in      | ″    |            | 25,4 mm         |
| foot    | Fuß     | ft      | ′    | 12 inches  | 30,48 cm        |
| yard    | Schritt | yd      |      | 3 feet     | 00,9144 m       |
| mile    | Meile   | mi, m 1 |      | 1760 yards | 01,609344 km    |

### Landvermessungsmaße

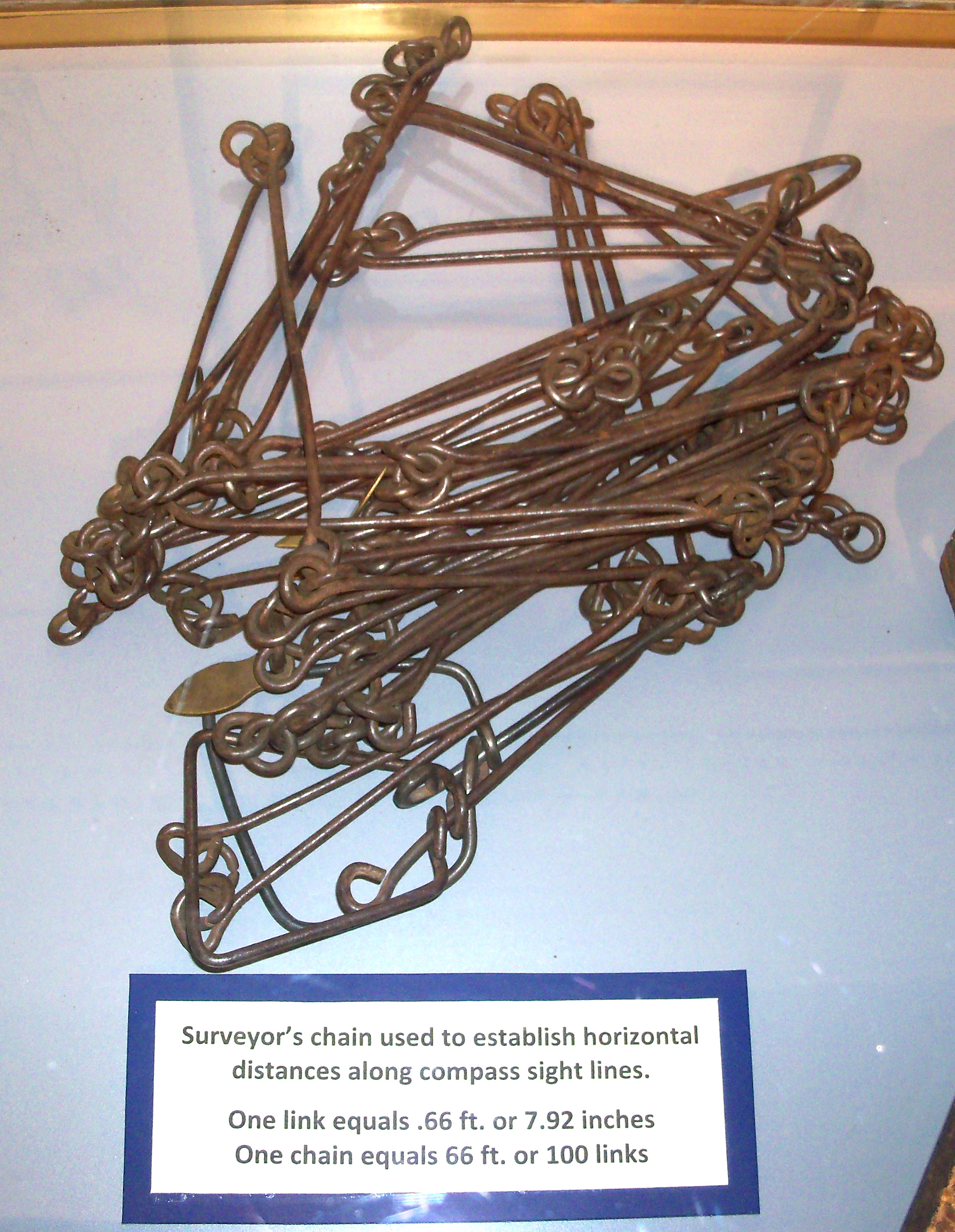
Die Maßeinheiten chain und link tragen ihre Namen, weil tatsächlich Land mit solchen Ketten zu hundert Gliedern vermessen wurde.

Neben den allgemeinen Längenmaßen foot (vorwiegend in Nordamerika) und yard (vorwiegend in Großbritannien) wurden für die Landvermessung eigene Längeneinheiten verwendet, die mittlerweile ungebräuchlich sind und als historisch zu betrachten sind. Dennoch sind dies gesetzliche Einheiten, mit Ausnahme von link und rod in Großbritannien.
In den Vereinigten Staaten wurde nach der internationalen Maßreform 1959 das bisherige, 1893 festgelegte Längenmaßsystem (siehe Mendenhall Order) – nur für den Zweck der Landvermessung – teilweise beibehalten und als „Survey Measurement“ bezeichnet. Der bisherige foot, welcher mit 1200/3937 m definiert ist, wurde in survey foot umbenannt, der durch die Maßreform 1959 entstandene foot als international foot bezeichnet. Der Zusatz „international“ wurde nur bei Verwechselungsgefahr angegeben. Mit der exakten Beziehung 1 international foot = 0.999998 survey foot war das „Survey Measurement“ um 2 mm je km länger als das neue vereinheitlichte Standardmaßsystem. In England gab es diese Problematik nicht, da die Landvermessung damals bereits auf metrischer Basis erfolgte. Zum 31. Dezember 2022 wurde der survey foot, der nur für eine Übergangszeit gedacht war, abgeschafft. Seitdem basieren auch die davon abgeleiteten Einheiten link, rod, chain, furlong und statute mile auf dem Maßsystem von 1959.
Als alternatives System zur Flurvermessung entstand im frühen 17. Jahrhundert in England „Gunter’s measurement“ mit den Längeneinheiten link und chain. Da die daraus errechnete Flurfläche in square chains in einem dezimalen Verhältnis zur Zieleinheit acre steht, war die Berechnung von Flächen mit den damaligen Mitteln weniger umständlich als mit den herkömmlichen nichtdezimalen Einheiten. Besonders in Nordamerika war die 100-gliedrige, 66 feet (ca. 20 m) lange Gunter’s chain für die Landvermessung weit verbreitet. Daneben gab es ab dem 18. Jahrhundert auch eine andere, „engineer’s measurement“ genannte, weniger gebräuchliche Einteilung für Landvermessungsketten nach Jesse Ramsden, bei der ein link der Kette genau einem foot entspricht.
| Einheit        | Deutsch        | Abk. | Größe      | Größe               | Metrische Größe |
| -------------- | -------------- | ---- | ---------- | ------------------- | --------------- |
| link           | Kettenglied    | li.  | 0,66 foot  |                     | 0.000,201168 m  |
| rod/pole/perch | Rute           | rd.  | 16,5 feet  | 25 links            | 0.005,0292 00m  |
| chain 1        | Kette          | ch.  | 66,0 feet  | 04 rods / 100 links | 0.020,1168 00m  |
| furlong        | Furchenlänge 2 | fur. | 660,0 feet | 10 chains           | .0201,168 000m  |

### Nautik
Im angloamerikanisches Maßsystem gibt es vom international üblichen nautischen Maßsystem unabhängige Definitionen für cable length (Kabellänge) und fathom (Nautischer Faden). In der US Navy ist die cable length mit 120 fathom definiert (219,456 m), im übrigen Verbreitungsgebiet mit 182,88 m.
Fathoms (Abk. f, fath, fm, fth, fthm) werden nur (noch gelegentlich) zur Messung der Wassertiefe benutzt oder als Hilfseinheit in Seekarten (10-Fadenlinie, 20-Fadenlinie usw.) ohne explizit benannt zu werden; shackle beziehungsweise naval shot praktisch gar nicht mehr, obwohl das britische Maß erst 1949 zwecks Angleichung von 12½ auf 15 fathoms angehoben wurde.
Davon unabhängig ist die internationale Seemeile (international nautical/sea mile), welche 1929 (USA erst 1954) eingeführt und auf 1852 m festgelegt wurde. Die darauf beruhende internationale (Kabellänge) entspricht einer Zehntel Seemeile und besteht aus 100 internationalen Faden. Sie wird unter anderem für Tiefenmessungen gebraucht.
Vor Einführung der internationalen Seemeile war die British sea mile (auch Admiralty mile) von 1853,184 m in Gebrauch. Diese sea mile war genau 800 feet länger als die land mile.¹)
¹) Hingegen bedeutet mil in der Nautik das Winkelmaß „Strich“).
| Einheit                                                      | Deutsch                         | Abk.           | Größe                   | Metrische Größe |
| ------------------------------------------------------------ | ------------------------------- | -------------- | ----------------------- | --------------- |
| fathom                                                       | Faden (für Lotung) bzw. Klafter | fm., fth.      | 0006 feet               | 0.001,8288 m    |
| shackle (UK), shot (US)                                      |                                 |                | 0090 feet = 15 fathoms  | 0.027,4320 m    |
| cable (length)                                               | Kabel(länge)                    | cbl.           | 0600 feet = 100 fathoms | 0.182,8800 m    |
| cable (length)                                               | Kabel(länge)                    | cbl.           | 1⁄10 sea mile           | 0.185,2000 m    |
| nautical mile (admiralty) sea mile (admiralty) bis 1929/1954 | Seemeile (Admiralty)            | nm. (adm), sm. | 6080 feet               | 1.853,1840 m    |
| nautical mile sea mile ab 1929/1954                          | Seemeile                        | NM             |                         | 1.852,0000 m    |
| nautical/sea league                                          |                                 | nl.            | 3 sea miles             | 5.559,5520 m    |

### Sonstige Längenmaße
| Einheit               | Deutsch          | Abk.     | Größe                                      | Meter    | Meter              | Domäne                       |
| --------------------- | ---------------- | -------- | ------------------------------------------ | -------- | ------------------ | ---------------------------- |
| Gauge                 |                  |          | 1⁄100 000 inch                             | 0,254 μm | 00 000,000000254 m | Foliendicken                 |
| twip                  |                  | twp.     | 1⁄1 440 inch = 1⁄ 20 point                 | 17,6 μm  | 00 000,000017638 m | Typographie, DTP             |
| mil (US), thou (UK)   |                  |          | 1⁄1000 inch                                | 25,4 μm  | 00 000,0000254 m   | Technik                      |
| mickey                |                  |          | 1⁄ 200 inch                                | 127 μm   | 00 000,000127 m    | Computertechnik              |
| point                 | Punkt            | pt.      | 1⁄ 72 inch = 1⁄12 pica                     | 353 μm   | 00 000,00035277 m  | Typographie                  |
| (shoe) ounce          |                  |          | 1⁄ 64 inch                                 | 397 μm   | 00 000,000396875 m | (feines) Leder               |
| (shoe) iron           |                  |          | 1⁄48 inch                                  | 529 μm   | 00 000,00052916 m  | (dickes) Leder               |
| line                  | Linie            | ln.      | 1⁄12 inch                                  | 2,12 mm  | 00 000,002116 m    | Typographie, Handwerk        |
| pica                  | Pica             | pc.      | 1⁄ 6 inch                                  | 4,23 mm  | 00 000,004233 m    | Typographie                  |
| barleycorn            | Gerstenkorn      |          | 1⁄ 3 inch                                  | 8,47 mm  | 00 000,00846 m     | alt                          |
| digit, nailfoot       | Finger           |          | 3⁄4 inch                                   | 1,91 cm  | 00 000,01905 m     | alt                          |
| finger (breadth)      | Finger           |          | 7⁄ 8 inch                                  | 2,22 cm  | 00 000,022225 m    | alt                          |
| stick                 |                  |          | 2 inches                                   | 5,08 cm  | 00 000,0508 m      |                              |
| nailyard              | Nagel            |          | 2 1⁄4 inches = 3 digits                    | 5,72 cm  | 00 000,05715 m     |                              |
| palm                  | Hand(-fläche)    |          | 3 inches = 4 digits                        | 7,62 cm  | 00 000,0762 m      | alt                          |
| hand, (palm width)    | Handbreit        |          | 4 inches                                   | 10,2 cm  | 00 000,1016 m      | alt, Wasserhöhe, Pferdegröße |
| shaftment             | (kleine) Spanne  |          | 6 inches                                   | 15,2 cm  | 00 000,1524 m      | alt, Textil                  |
| span                  | (große) Spanne   |          | 9 inches = 3 palms                         | 22,9 cm  | 00 000,2286 m      | alt, Textil                  |
| quarter               | Viertelyard      |          | 9 inches = 1⁄4 yard                        | 22,9 cm  | 00 000,2286 m      |                              |
| cubit                 |                  |          | 18 inches = 1⁄ 2 yard                      | 45,7 cm  | 00 000,4572 m      | alt, Textil                  |
| pace (US), step (UK)  | Schritt          |          | 30 inches = 2 1⁄ 2 feet                    | 76,2 cm  | 00 000,762 m       | Militär                      |
| ell                   | Elle             |          | 45 inches                                  | 1,14 m   | 00 001,143 m       | Textil                       |
| grade, geometric pace | (Doppel-)Schritt |          | 60 inches = 5 feet = 2 paces               | 1,52 m   | 00 001,524 m       | Militär                      |
| rope                  | Seil             |          | 240 inches = 20 feet                       | 6,10 m   | 00 006,096 m       | Nautik                       |
| skein                 |                  |          | 4320 inches = 360 feet = 120 yards         | 110 m    | 00109,728 m        | Textil                       |
| league                | Wegstunde        | lea., l. | 190.080 inches = 5.280 yards = 3 miles     | 4,8 km   | 4828,032 m         | Nautik                       |
| spindle               | (Spindel)        |          | 518.400 inches = 14.400 yards = 120 skeins | 13,2 km  | 13.167,36 m        | Textil                       |

### Kodierte Längenmaßbezeichnungen
Bei der Stärke von Blechen, dem Durchmesser von Holzschrauben, Bohrern und elektrischen Drähten sowie der Länge von Nägeln wird die Bemaßung des Durchmessers, der Länge oder der Stärke nicht immer in Längeneinheiten angegebenen, sondern mit einer Bezeichnung, aus der mittels einer Formel oder einer Tabelle die tatsächlichen Maße bestimmbar sind.
- American Wire Gauge (AWG): Drahtdurchmesser bei elektrischen Leitungen
- Imperial Standard Wire Gauge (SWG): Vergleichbar mit AWG – veraltet
- Drill Wire Gauge: Bohrerdurchmesser
- Standard Sheet Metal Gauge: Blechstärke
- Penny Size (d): Nagellänge
- Wood Screw Size: Durchmesser von Holzschrauben
- Durchmesser und Gewindesteigung für Schrauben nach dem Unified Thread Standard (UNC/UNF-Schrauben)

## Flächeneinheiten

### Allgemeine Flächenmaße
Aufgrund der im Jahr 1959 vereinheitlichten Längeneinheiten ergeben sich die entsprechenden allgemeinen Flächeneinheiten.
| Einheit     | Deutsch      | Abk.   | Abk. | Größe             | Metrische Größe         |
| ----------- | ------------ | ------ | ---- | ----------------- | ----------------------- |
| square inch | Quadratzoll  | sq.in. | in²  |                   | 00 000 00 0,00064516 m² |
| square foot | Quadratfuß   | sq.ft. | ft²  | 144 in²           | 0,09290304 m²           |
| square yard | Quadratyard  | sq.yd. | yd²  | 9 ft² = 1.296 in² | 0,83612736 m²           |
| square mile | Quadratmeile | sq.mi. | mi²  | 3.097.600 yd²     | 2.589.988,11033600 m²   |

### Landflächeneinheiten
Bei Grundstücksflächen werden praktisch nur noch die Einheiten acre oder square foot benutzt. Die Einheit square mile wird eher in geografischen Zusammenhängen verwendet. Alle anderen Landflächeneinheiten wie beispielsweise square rod werden nicht mehr benutzt und sind nur noch von historischer Bedeutung.
In den USA basierten die Landflächeneinheiten bis 2022 auf dem ersatzlos abgeschafften U.S. survey foot. Gegenüber den aus dem Standard-Foot abgeleiteten Flächen ergab sich eine geringe Vergrößerung von ca. 4 ppm, z. B. bei der square mile um etwa 10,36 m².
| Einheit                 | Deutsch       | Abk.   | Abk. | Größe     | Größe         | Metrische Größe | Metrische Größe                        |
| ----------------------- | ------------- | ------ | ---- | --------- | ------------- | --------------- | -------------------------------------- |
| square foot             | Quadratfuß    | sq.ft. | ft²  |           |               | ≈ 0.000,09 m²   | siehe allgemeine Flächenmaße           |
| square rod square perch | Quadratrute   | sq.rd. | rd²  |           | 272 ¼ sq.ft.  | ≈ 0.025,30 m²   | nur noch von historischer Bedeutung    |
| square chain            |               | sq.ch. |      | 16 sq.rd. | 4.356 sq.ft.  | ≈ 0.404,70 m²   | nur noch von historischer Bedeutung    |
| rood                    | Viertelmorgen | ro.    |      | ¼ ac.     | 10.890 sq.ft. | ≈ 1.012,00 m²   | englisches Grundstücksmaß - historisch |
| acre                    | Morgen        | ac./a. |      | 10 sq.ch. | 43.560 sq.ft. | ≈ 4.047,00 m²   | 4.046,8564224 m2                       |
| square mile             | Quadratmeile  | sq.mi. | mi²  |           | 640 ac.       | ≈ 0.002,6 km²   | siehe allgemeine Flächenmaße           |

### Nordamerikanische Landaufteilung in Sektionen
Im überwiegenden Teil der USA und im Westen Kanadas wurden während der europäischen Besiedelungsphase die Landflächen mittels nach Haupthimmelsrichtungen ausgerichteter orthogonaler Vermessungsnetze in quadratische Flächen aufgeteilt. Aufgrund der Erdkrümmung ergeben sich zwangsläufig Abweichungen von den angestrebten Sollwerten. Mit diesem System der Landaufteilung in Sektionen wird nicht nur die (mehr oder weniger genaue) Größe der Grundstücke beschrieben, sondern gleichzeitig auch deren Form und Lage.
SectionDie Section umfasst eine Sollfläche von einer Quadratmeile bzw. 640 acres (≈ 260 ha). Der Sollwert der Kantenlänge beträgt eine Meile (≈ 1,6 km). Eine Section kann in weitere Teilflächen unterteilt werden, die wiederum in aller Regel quadratisch sind. In den USA beinhaltet die Section auch die Flächen für das öffentliche Straßennetz, in Kanada sind diese Flächen separat vermessen.
Quarter SectionDie Quarter Section entsteht durch Vierteln der Section und umfasst somit eine Sollfläche von 160 acres (≈ 65 ha) mit der Kantenlänge einer halben Meile (≈ 0,8 km). Dies war die Standardparzelle, die während der amerikanischen Landverteilung von einem Siedler übernommen wurde. Doch eine Homestead konnte auch wesentlich größer oder kleiner sein. Eine Fläche für Kleinsiedler war beispielsweise die Quarter-Quarter Section mit 40 acres (≈ 16 ha) mit einer Kantenlänge von einer viertel Meile (≈ 0,4 km).
TownshipEine Survey Township besteht aus 36 Sections in quadratischer Anordnung. Die Sollfläche liegt somit bei 23.040 acres (≈ 93,2 km²) und der Sollwert der Kantenlänge bei 6 Meilen (≈ 9,6 km).

### Größenbeschreibung für landwirtschaftliche Güter im mittelalterlichen England
Ähnlich dem deutschen Begriff Hufe oder Hube wurde die Größe eines landwirtschaftlichen Besitzes mit entsprechenden Begriffen bezeichnet. Diese Maße sind keine eigentlichen Flächenmaße, sondern dienten eher der abstrakten Beschreibung der gesamten Landflächen einer Hofstelle als Grundlage für Steuern, Pachtzahlungen oder Tributleistungen. Maßgebend war weniger die eigentliche Flächengröße, sondern der Ertrag. Bei kargen Böden wurden also die entsprechenden Flächen größer. Nachfolgend eine Auswahl der bekanntesten Größenbeschreibungen:
Yardland, VirgateEtwa 30 acres (ca. 12 ha) groß. Dies war ein Bauernhof, der für eine Familie für den Vollerwerb ausreichend war.
HideDas Vierfache eines Virgate und somit etwa 120 acres (ca. 48 ha) groß.

### Sonstige Flächen
| Einheit                              | Deutsch   | Abk.     | Größe     | metrische Größe   | Anmerkung                                                                       |
| ------------------------------------ | --------- | -------- | --------- | ----------------- | ------------------------------------------------------------------------------- |
| circular mil (US) circular thou (UK) |           | circ.mil | π⁄4 mil2  | ≈ 0,000506707 mm2 |                                                                                 |
| 1000 circular mils                   |           | kcmil    |           | ≈ 0,506707 mm2    | Drahtquerschnitt, elektrotechnisch (USA, Kanada etc.); veraltete Abkürzung: MCM |
| square mil (US) square thou (UK)     |           | sq.mil   | 1 mil2    | = 0,00064516 mm²  |                                                                                 |
| circular inch                        | Kreiszoll | circ.in. | π⁄4 inch² | ≈ 5,0670748 cm²   |                                                                                 |

| Einheit | Deutsch | Abk. | Größe     | metrische Größe | Anmerkung                                                                                 |
| ------- | ------- | ---- | --------- | --------------- | ----------------------------------------------------------------------------------------- |
| square  |         |      | 100 feet2 | ≈ 9,3 m2        | Dachdeckerhandwerk, historisch; in Australien häufig noch für die Grundfläche von Häusern |

## Volumeneinheiten

### Allgemeine Volumenmaße
Aufgrund der im Jahr 1959 vereinheitlichten Längeneinheiten ergeben sich die entsprechenden allgemeinen Volumeneinheiten.
| Einheit    | Deutsch   | Abk.   | Abk. | Größe               | Metrische Größe   |
| ---------- | --------- | ------ | ---- | ------------------- | ----------------- |
| cubic inch | Kubikzoll | cu.in. | in3  |                     | 16,387064 cm3     |
| cubic foot | Kubikfuß  | cu.ft. | ft3  | 1.728 in3           | 28,316846592 dm3  |
| cubic yard | Kubikyard | cu.yd. | yd3  | 27 ft3 = 46.656 in3 | 0,764554857984 m3 |

### Hohlmaße
In Großbritannien wurde mit dem Weights and Measures Act of 1824, dem Ursprung der imperial units, die regional unterschiedlichen Hohlmaßsysteme vereinheitlicht und als Grundeinheit sowohl für das Flüssigkeits- als auch das Trockenmaß die Gallone bestimmt. Ausgangspunkt der neuen imperial standard gallon war die englische ale gallon. Die Größe der neuen imperial gallon wurde festgelegt durch das Volumen von 10 Pfund Wasser bei 62 °F. Dies entspricht etwa 277,42 Kubikzoll. Letztmals neu definiert wurde die imperial gallon durch den Weights and Measures Act of 1985 mit exakt 4,54609 Liter (ca. 277,4193 Kubikzoll). 1963 und nochmals bekräftigt 1976 wurde im entsprechenden Weights and Measures Act das Hohlmaßsystem bereinigt und begrenzt auf Gallon, Quart, Pint, Gill und Fluid Ounce.
In den USA stehen die Hohlmaßsysteme für Schüttgüter und Flüssigkeiten in keinerlei Verbindung zueinander. Grundeinheit für die Flüssigkeitsmaße ist die ursprünglich englische wine gallon mit 231 Kubikzoll (ca. 3,79 l). Diese ist ca. einen halben Liter kleiner als die englische Gallone. Die Grundeinheit der amerikanischen Trockenmaße hat den Ursprung im historischen englischen Winchester bushel, welches zum Zeitpunkt der Abschaffung 1824 in England einem zylindrischen Volumen mit 18½ Zoll Durchmesser und 8 Zoll Höhe entsprach. Aus dieser Einheit wurde das US-Bushel mit 2150,42 Kubikzoll (ca. 35,2 l) abgeleitet, welches damit um ca. 1,1 Liter kleiner ist als das mittlerweile abgeschaffte englische Bushel und im Gegensatz zu diesem in keinem Verhältnis zur Gallone steht.
Die meisten englischen Hohlmaßbezeichnungen gibt es auch im amerikanischen System (aus drachm wurde dram). Sie haben auch i. d. R. untereinander (in der jeweiligen wet bzw. dry measure) die gleichen Faktoren (Ausnahmen sind barrel und fluid ounce). Zur Unterscheidung wird den Abkürzungen ggf. »Imp.« bzw. »US« vorangestellt. Ferner sind die englische Fluid Ounce und die Maßeinheiten darunter kleiner, die Maßeinheiten darüber größer als ihr jeweiliges amerikanisches Pendant.
Im Apothekensystem wurden nur minim, scruple, drachm, ounce, pint und gallon benutzt.
Beachtet werden sollte eine teilweise verwirrende Aufschrift auf US-Getränkebehältern, hier findet man Angaben wie „25.4 Fluid Ounces ONE PINT 9.4 FL.OZ.“ oder „.5L (1 PT, 0,9 FL OZ)“. Diese bedeuten, dass der Inhalt der ersten Angabe (in US wet) entspricht, was wiederum die Summe der beiden zuletzt genannten Angaben (in US wet) ist.
| Einheit      | Deutsch     | Abk.        | Größe      | metrisch  | metrisch         |
| ------------ | ----------- | ----------- | ---------- | --------- | ---------------- |
| fluid ounce  | Flüssigunze | fl.oz., ƒ℥  | 1⁄5 gill   | ≈ 2,84 cl | = 0,0284130625 l |
| gill, noggin | Viertelpint | gi.         | 1⁄4 pint   | ≈ 1,42 dl | = 0,1420653125 l |
| pint         | Pint        | fl.pt., pt. | 1⁄2 quart  | ≈ 5,68 dl | = 0,56826125 l   |
| quart        | Quart       | qt.         | 1⁄4 gallon | ≈ 1,14 l  | = 1,1365225 l    |
| gallon       | Gallone     | gal.        | 4,54609 l  | ≈ 4,55 l  | = 4,54609 l      |

| Einheit       | Deutsch        | Abk.       | Größe        | metrisch | metrisch            |
| ------------- | -------------- | ---------- | ------------ | -------- | ------------------- |
| minim, drop   | Tropfen        | min.       | 1⁄20 scruple | 59,2 μl  | 0,000059193883880 l |
| fluid scruple | Flüssigskrupel | fl.sc., ƒ℈ | 1⁄3 dram     | 1,18 ml  | 0,001183877677603 l |
| fluid dram    | Flüssigdrachme | fl.dr., ƒʒ | 1⁄8 ounce    | 3,55 ml  | 0,003551633032809 l |
| glass         | Glas           |            | 1⁄2 gill     | 7,10 cl  | 0,071033 l          |

| Einheit   | Deutsch  | Abk.      | Größe     | metrisch | metrisch     |
| --------- | -------- | --------- | --------- | -------- | ------------ |
| peck      |          | pk.       | 2 gallons | 9,09 l   | 9,092 1 l    |
| kenning   |          |           | 4 gallons | 18,2 l   | 18,1843 l    |
| bushel    | Scheffel | bsh., bu. | 8 gallons | 36,4 l   | 36,3687 l    |
| sack, bag | Sack     |           | 3 bushel  | 1,09 hl  | 109,106 l    |
| quarter   |          | qr.       | 8 bushel  | 2,91 hl  | 290,9 l      |
| chaldron  |          |           | 12 sacks  | 1,31 m3  | 1.309,2732 l |
| load      | Last     |           | 5 quarter | 1,45 m3  | 1.454,5 l    |

| Einheit     | Deutsch     | Abk.       | Größe      | metrisch  | metrisch                 |
| ----------- | ----------- | ---------- | ---------- | --------- | ------------------------ |
| minim, drop | Tropfen     | min.       | 1⁄60 dram  | ≈ 61,6 μl | = 0,000061611519921875 l |
| fluid dram  | Schluck     | fl.dr., ƒʒ | 1⁄8 ounce  | ≈ 3,70 ml | = 0,0036966911953125 l   |
| fluid ounce | Flüssigunze | fl.oz., ƒ℥ | 1⁄4 gill   | ≈ 2,96 cl | = 0,0295735295625 l      |
| gill        |             | gi.        | 1⁄4 pint   | ≈ 1,18 dl | = 0,11829411825 l        |
| pint        | Pint        | pt.        | 1⁄2 quart  | ≈ 4,73 dl | = 0,473176473 l          |
| quart       | Quart       | qt.        | 1⁄4 gallon | ≈ 9,46 dl | = 0,946352946 l          |
| gallon      | Gallone     | gal.       | 231 inch3  | ≈ 3,79 l  | = 3,785411784 l          |

| Einheit     | Deutsch  | Abk.      | Größe         | metrisch  | metrisch            |
| ----------- | -------- | --------- | ------------- | --------- | ------------------- |
| (dry) pint  | Pint     | pt.       | 1⁄2 quart     | ≈ 5,51 dl | = 0,5506104713575 l |
| (dry) quart |          |           | 1⁄8 peck      | ≈ 1,10 l  | = 1,101220942715 l  |
| peck        |          | pk.       | 1⁄4 bushel    | ≈ 8,81 l  | = 8,80976754172 l   |
| bushel 1    | Scheffel | bsh., bu. | 2150,42 inch3 | 35,2 l    | = 35,23907016688 l  |

### Holz
| Einheit         | Deutsch | Abk. | Größe                  | Größe        | metrische Größe | Anmerkung                                   |
| --------------- | ------- | ---- | ---------------------- | ------------ | --------------- | ------------------------------------------- |
| cord            | Klafter | cd.  | 4 ft. × 4 ft. × 8 ft.  | 128 cu.ft.   | ≈ 3,62 Ster     | Raummaß für Brennholz                       |
| long cord       |         |      | 4 ft. × 4 ft. × 10 ft. | 160 cu.ft.   | ≈ 4,53 Ster     |                                             |
| board foot      |         | BF   | 1 ft. × 1 ft. × 1 in.  | 1⁄12 cu.ft.  | ≈ 2,36 dm3      | Verrechnungsmaß für Schnittholz und Rohholz |
| 1000 board feet |         | MBF  |                        | 831⁄3 cu.ft. | ≈ 2,36 m3       | MBF ist üblicher als BF                     |

Das Verrechnungsmaß board-foot bezieht sich bei Schnittholz auf das sägerauhe und noch nicht getrocknete Brett. Das tatsächliche Volumen kann also – je nach Bearbeitungszustand – auch geringer sein. Bei Rohholz bezieht sich die Einheit board-foot nicht auf das Volumen des ganzen Stammes, sondern auf die äquivalente Menge der Schnittware, die nach dem Einschnitt erzielt werden kann. Zur Berechnung sind Regeln notwendig, die sogenannten Log Rules. Bekannte Log-Rules sind die Doyle Rule und die Scribner Rule.
| Einheit     | Deutsch | Abk. | Größe          | Größe           | metrische Größe | Anmerkung                                         |
| ----------- | ------- | ---- | -------------- | --------------- | --------------- | ------------------------------------------------- |
| hoppus foot |         |      | 4/π cu.ft.     | ≈ 1,273 cu.ft.  | ≈ 0,0361 m3     | Berechnung: (Umfang [in] / 4)² x Länge [ft] / 144 |
| hoppus ton  |         | HT   | 50 hoppus foot | ≈ 63,662 cu.ft. | ≈ 1,8027 m3     |                                                   |

Das Verrechnungsmaß hoppus foot für Rundholz wurde 1736 in England von Edward Hoppus eingeführt und war im Britischen Weltreich die vorherrschende Rundholzeinheit. Mittlerweile ist diese Einheit als historisch zu betrachten und wird nur noch relativ selten bei asiatischem Tropenholz benutzt, hauptsächlich in Myanmar (Burma) in Form der hoppus ton.

### Bier und Wein
Historisch gab es für Wein und Bier verschiedene standardisierte Fassgrößen mit teils gleichem Namen (barrel, hogshead, puncheon, butt, tun). Außerdem wurde bei Bier in Großbritannien vor 1824 zwischen beer und ale unterschieden. Wie bei anderen Größen wurden diese Raummaße auch wie Einheiten verwendet. Insbesondere hat sich über Umwege aus dem tierce (159 l) – und nicht etwa aus einem der barrel (164 l bzw. 119 l) – das heute noch gebräuchliche (petrol) barrel entwickelt. Die Weinmaße sind im UK und den USA für alle praktischen Belange äquivalent, obwohl ihnen die verschiedenen Gallonen zugrunde liegen und sich daher rechnerisch Unterschiede von knapp einem Promille ergeben.
Die deutschen Entsprechungen Eimer, Ohm und Oxhoft gab es bspw. ganz ähnlich in Größe und Definition in Preußen.
| Einheit   | Deutsch  | Abk.      | Größe                               | Liter   | Liter      |
| --------- | -------- | --------- | ----------------------------------- | ------- | ---------- |
| gallon    | Gallone  | gal.      | 277,42 inch3                        | 4,55 l  | 4,54609 l  |
| pin       |          |           | 4½ gallons = 1⁄2 firkin             | 20,5 l  | 20,4574 l  |
| firkin    | Fässchen |           | 009 gallons = 1⁄2 kilderkin         | 40,9 l  | 40,9148 l  |
| kilderkin |          |           | 018 gallons = 1⁄2 barrel            | 81,8 l  | 81,8296 l  |
| barrel    | (Fass)   |           | 036 gallons                         | 1,64 hl | 163,6592 l |
| hogshead  |          | hd., hhd. | 054 gallons = 1 ⁄2 barrels          | 2,45 hl | 245,489 l  |
| puncheon  |          |           | 072 gallons = 2 barrels             | 3,27 hl | 327,3185 l |
| butt      |          |           | 108 gallons = 2 hogsheads           | 4,91 hl | 490,978 l  |
| tun, ton  | (Tonne)  |           | 216 gallons = 3 puncheons = 2 butts | 9,82 hl | 981,9554 l |

| Einheit                       | Deutsch   | Abk.      | Größe (UK)                          | Größe (US)                          | Liter (UK) | Liter (UK) | Liter (US) | Liter (US) |
| ----------------------------- | --------- | --------- | ----------------------------------- | ----------------------------------- | ---------- | ---------- | ---------- | ---------- |
| gallon                        | Gallone   | gal.      | 277,42 inch3                        | 231 inch3                           | 4,55 l     | 4,54609 l  | 3,79 l     | 3,78541 l  |
| rundlet                       | Eimer     |           | 015 gallons = 1⁄7 pipe              | 018 gallons = 1⁄7 pipe              | 6,82 dal   | 68,19135 l | 6,81 dal   | 68,1374 l  |
| barrel                        | Fass      | bl.       | 026 1⁄4 gal. = 1⁄4 pipe             | 031 1⁄2 gal. = 1⁄4 pipe             | 1,19 hl    | 119,335 l  | 1,19 hl    | 119,240 l  |
| tierce                        | Ohm, Terz |           | 035 gallons = 1⁄3 pipe = 1⁄2 firkin | 042 gallons = 1⁄3 pipe = 1⁄2 firkin | 1,59 hl    | 159,113 l  | 1,59 hl    | 158,987 l  |
| hogshead                      | Oxhoft    | hd., hhd. | 052 1⁄2 gal. = 1⁄4 tun              | 063 gallons = 1⁄4 tun               | 2,39 hl    | 238,670 l  | 2,38 hl    | 238,481 l  |
| firkin, puncheon/pon, tertian |           |           | 070 gallons = 1⁄3 tun               | 084 gallons = 1⁄3 tun               | 3,18 hl    | 318,226 l  | 3,18 hl    | 317,975 l  |
| pipe, butt                    |           |           | 105 gallons = 1⁄2 tun               | 126 gallons = 1⁄2 tun               | 4,77 hl    | 477,339 l  | 4,77 hl    | 476,962 l  |
| tun                           | (Tonne)   |           | 210 gallons                         | 252 gallons                         | 9,55 hl    | 954,68 l   | 9,54 hl    | 953,924 l  |

### Küche

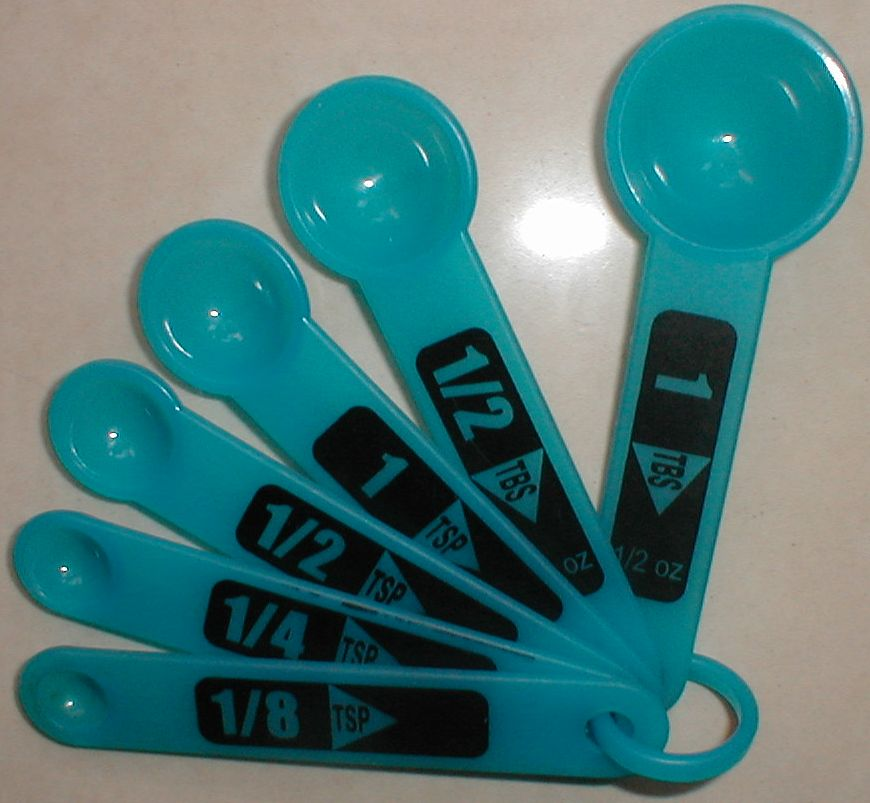
US-Messlöffelset mit,, und 1 teaspoon (TSP) sowie und 1 tablespoon (TBS)

Besonders in der nordamerikanischen Küche sind die Größen der Messlöffel (spoon) und Messbecher (cup) genau festgelegt, inzwischen sind die entsprechenden Behältnisse vor allem in Großbritannien allerdings oft metrisch. Die US-Version wird manchmal anhand einer „metrischen Flüssigunze“ von 30 ml gerundet: 1,25 ml/ssp., 5 ml/tsp., 10 ml/dsp., 15 ml/tbsp., 180 ml/tc., 240 ml/c. Sie unterscheiden sich von den europäischen Küchenmaßen für z. B. Teelöffel und Esslöffel.
Manche Köche und Kochbücher verwenden andere Definitionen als die in der Tabelle aufgeführten, z. B. für den britischen Esslöffel eine halbe fluid ounce (also 14,2 ml) wie es im amerikanischen System üblich ist. Die Bezeichnungen dessertspoon, saltspoon und tea cup sind selten. Messlöffel bzw. Markierungen der entsprechenden Größen sind geläufig, werden aber mit Bruchteilen eines anderen Maßes bezeichnet. Daneben gibt es in Messbechern meist Markierungen für quarter, third und half cup.
| Einheit       | Deutsch    | Abk.    | Größe (UK)           | Größe (US)          | Liter (UK) | Liter (UK)  | Liter (US) | Liter (US)        |
| ------------- | ---------- | ------- | -------------------- | ------------------- | ---------- | ----------- | ---------- | ----------------- |
| saltspoon     | Salzlöffel | ssp.    | 1⁄4 teaspoon         | 1⁄4 teaspoon        | 1,11 ml    | 0,0011098 l | 1,23 ml    | 0,001232230399 l  |
| teaspoon      | Teelöffel  | tsp.    | 1⁄4 tablespoon       | 1⁄3 tablespoon      | 4,44 ml    | 0,004439 l  | 4,93 ml    | 0,004928921595 l  |
| dessert spoon |            | dsp.    | 2 teaspoons          | 2 teaspoons         | 8,88 ml    | 0,008 879 l | 9,86 ml    | 0,009857843190 l  |
| tablespoon    | Esslöffel  | tbsp.   | 1⁄16 cup             | 1⁄16 cup            | 1,78 cl    | 0,017758 l  | 1,48 cl    | 0,0147867647825 l |
| tea cup       | Teetasse   | tc.     | 1⁄3 pint             | 3⁄4 cup             | 1,89 dl    | 0,18942 l   | 1,77 dl    | 0,177441177 l     |
| cup           | Tasse      | c., cu. | 1⁄2 pint = 10 ounces | 1⁄2 pint = 8 ounces | 2,84 dl    | 0,28413 l   | 2,37 dl    | 0,2365882365 l    |

### Flaschen
Seit 1979 basieren die Mengenangaben für (Schaum-)Weinflaschen in den USA auf dreiviertel Liter statt auf einer fünftel Gallone, was einer nominellen Reduktion um etwa 1 % entsprach. Allerdings wurden gleichzeitig die größeren Flaschen stärker verändert und schrumpften um rund 25 %, lediglich Schalmanasar nur um rund 15 %.
| Name           | Deutsch                   | Größe       | Liter bis 1979 | Liter seit 1979 | gallon | fifth | ¾L    |
| -------------- | ------------------------- | ----------- | -------------- | --------------- | ------ | ----- | ----- |
| glass          | Glas                      | 4 ounces    | 00,118         |                 |        |       |       |
| split          |                           | 1,6 glasses | 00,189         | 00,1875         | 0,05   | 00,25 | 00,25 |
| tenth          | Zehntel(gallone)          | 2 splits    | 00,379         | 00,375          | 0,1    | 00,5  | 00,5  |
| fifth, bottle  | Fünftel(gallone), Flasche |             | 00,757         | 00,75           | 0,2    | 01    | 01    |
| magnum         | Magnum                    |             | 01,89          | 01,5            | 0,5    | 02,5  | 02    |
| jeroboam       | Jerobeam                  | 2 magnums   | 03,79          | 03              | 1      | 05    | 04    |
| rehoboam       | Rehabeam                  | 3 magnums   | 05,68          | 04,5            | 1,5    | 07,5  | 06    |
| methuselah     | Methusalem                | 4 magnums   | 07,57          | 06              | 2      | 10    | 08    |
| shalmanazar    | Schalmanasar              |             | 10,6           | 09              | 3      | 14    | 12    |
| balthazar      | Balthasar                 | 8 magnums   | 15,1           | 12              | 4      | 20    | 16    |
| nebuchadnezzar | Nebukadnezar              | 10 magnums  | 18,9           | 15              | 5      | 25    | 20    |

### Sonstige Volumeneinheiten
| Einheit      | Deutsch       | Abk. | Größe                                        | Metrische Größe   | Anmerkung                        |
| ------------ | ------------- | ---- | -------------------------------------------- | ----------------- | -------------------------------- |
| oil barrel 1 | Erdölbarrel   | bbl  | 42 US gallons                                | = 158,987294928 l | USA ab ca. 1870                  |
| perch 2      | Schachtrute   |      | 1 perch (16 1⁄2 ft.) × 1 ⁄2 ft2 = 24 3⁄4 ft3 | ≈ 0,70 m3         |                                  |
| freight ton  |               |      | 40 ft3                                       | ≈ 1,13 m3         |                                  |
| load         |               |      | 50 ft3                                       | ≈ 1,42 m3         |                                  |
| register ton | Registertonne | RT   | 100 ft3                                      | ≈ 2,83 m3         | historisch, Ladekapazität Schiff |
| acre-inch 3  |               |      | 1 ac. × 1 in. = 3.630 ft3                    | ≈ 102,79 m3       | USA Wassermenge                  |
| acre-foot 3  |               |      | 1 ac. × 1 ft. = 43.560 ft3                   | ≈ 1.233,48 m3     | USA Wassermenge                  |

## Gewichtseinheiten

Verhältnisse der angloamerikanischen Gewichtsmaße zueinander

Die Grundeinheit des ursprünglich (ungefähr 15. Jahrhundert) aus Frankreich stammenden Gewichtsystems ist das Avoirdupois-Pfund zu 7000 grains, das seit dem 1. Juli 1959 einheitlich auf exakt 453,59237 g des metrischen Systems festgelegt ist. Von 1853 bis 1959 war dieses Pfund in Großbritannien durch ein Gewichtsstück von ca. 453,592338 g definiert, während es in den USA mit der Mendenhall Order bereits ab 1893 im metrischen System definiert war: Hiernach hatte das Avoirdupois-Pfund exakt 453,5924277 g.
Im Münz- und Edelmetallwesen wird das Troy-System mit einem Pfund verwendet, das 5760 statt 7000 grains schwer ist, und bis ins 19. Jahrhundert (UK Medical Act von 1858) ein Apothekersystem, das ebenfalls das leichtere pound (Troy) zu 12 ounces, aber scruple und dram statt pennyweight benutzte.
Normalerweise ergibt sich das verwendete System aus dem Kontext; im Zweifelsfall ist es das Avoirdupois-System, in den USA kurz und im Vereinigten Königreich lang. Zur Unterscheidung werden ggf. short bzw. long (selten auch net und gross) vor und – häufig abgekürzt – (Avoirdupois), (Troy) bzw. (apothecaries) hinter die Einheit gestellt.
Die Einheiten stone und hundredweight wurden im britischen Handel schon Jahrzehnte vor Einführung des metrischen Systems abgeschafft; Briten und Iren geben ihr Körpergewicht dennoch oft in stone und pound sowie ihre Größe in foot und inch an. Die langen (long) Einheiten resultieren aus der späteren Einführung des stone zu 14 pound in Großbritannien und waren dort gebräuchlicher als in den Kolonien. Nach anderen Quellen sind die short-Einheiten das Resultat einer teilweise erfolgten Dezimalisierung des Systems im Nordamerika des 18. Jahrhunderts, nach Vorbild diverser Zentner (centner) und Quintale zu 100 Pfund auf dem europäischen Festland.
Das slug ist als konsistente Masseneinheit zu Fuß (ft) und pound-force (lbf) in einem der englischen Ingenieurssysteme konstruiert: Eine Masse von 1 slug erfährt durch die Kraft 1 lbf eine Beschleunigung von 1 ft/s², wobei der Wert der Erdbeschleunigung nicht normiert ist, vgl. 1 hyl = 9,80665 kg für die Technische Masseneinheit.
| Einheit                                   | Deutsch            | Abk.                   | Größe                    | Grain            |           | Gramm                   |
| ----------------------------------------- | ------------------ | ---------------------- | ------------------------ | ---------------- | --------- | ----------------------- |
| grain                                     | Gran, Korn         | gr.                    |                          | 0.000.0001       | 64,8 mg   | 0.000.000,06479891      |
| Handelsgewichte, Avoirdupois              |                    |                        |                          |                  |           |                         |
| dram                                      | Drachme            | dr.                    | 1⁄16 ounce               | 0.000.0027,34375 | 1,77 g    | 0.000.001,7718451953125 |
| ounce, ugs. lid                           | Unze               | oz.                    | 1⁄16 pound               | 0.000.0437,5     | 2,83 dags | 0.000.028,349523125     |
| pound                                     | Pfund              | lb., pd., #, lbm.      | 7000 grains              | 0.0007.000       | 4,54 hg   | 0.000.453,59237         |
| short Avoirdupois                         |                    |                        |                          |                  |           |                         |
| quarter                                   | Viertelzentner     |                        | 1⁄4 hundredweight        | 0.0175.000       | 11,3 kg   | 0.011.339,80925         |
| hundredweight, cental                     | Zentner            | cwt.                   | 100 pounds               | 0.0700.000       | 45,4 kg   | 0.045.359,237           |
| ton                                       | Tonne              | T., to., t.            | 20 hundredweights        | 14.000.000       | 0,907 t   | 0.907.184,74            |
| long Avoirdupois                          |                    |                        |                          |                  |           |                         |
| stone                                     | Stein              | st.                    | 14 pounds                | 0.0098.000       | 6,35 kg   | 0.006.350,29318         |
| quarter                                   | Viertelzentner     | qu., qr. l.            | 2 stones                 | 0.0196.000       | 12,7 kg   | 0.012.700,58636         |
| hundredweight                             | Zentner            | cwt.                   | 4 quarter                | 0.0784.000       | 50,8 kg   | 0.050.802,34544         |
| ton                                       | Tonne              | T., to., t.            | 20 hundredweights        | 15.680.000       | 1,02 t    | 1.016.046,9088          |
| Münzgewichte, Troy                        |                    |                        |                          |                  |           |                         |
| pennyweight                               | Pfenniggewicht     | dwt.                   | 24 grains                | 0.000.0024       | 1,56 g    | 0.000.001,55517384      |
| ounce                                     | Feinunze           | oz., tr.oz., oz.t.     | 20 pennyweights          | 0.000.0480       | 3,11 dag  | 0.000.031,1034768       |
| pound                                     | Troy-Pfund         | lb., tr.lb., lb.t.     | 12 ounces                | 0.0005.760       | 3,73 hg   | 0.000.373,2417216       |
| Apothekergewichte, apothecaries, bis 1858 |                    |                        |                          |                  |           |                         |
| scruple                                   | Scrupel            | s., s.ap., ℈           | 20 grains                | 0.000.0020       | 1,30 g    | 0.000.001,2959782       |
| dram                                      | Drachme, Quentchen | dr., dr.ap., ap.dr., ʒ | 3 scruples               | 0.000.0060       | 3,89 g    | 0.000.003,8879346       |
| ounce                                     | Feinunze           | oz., oz.ap., ap.oz., ℥ | 8 drams = 1 troy ounce   | 0.000.0480       | 3,11 dag  | 0.000.031,1034768       |
| pound                                     | Troy-Pfund         | lb., lb.ap., ap.lb.    | 12 ounces = 1 troy pound | 0.0005.760       | 3,73 hg   | 0.000.373,2417216       |
| Ingenieurtechnik                          |                    |                        |                          |                  |           |                         |
| slug                                      |                    | 1 lbF·s2/ft            | 32,174048 lb             | 0.0225.218,336   | 14,6 kg   | 0.014.593,9029372       |

### Wolle
Für Schaf- und Baumwolle waren in Großbritannien bis ins 19. Jahrhundert eigene Gewichtsmaße gebräuchlich.
Nur hundredweight und stone gibt es auch im normalen, »langen« englischen Gewichtssystem (s. o.).
| Einheit       | Deutsch | Abk. | Größe                           | Pound |         | Gramm            |
| ------------- | ------- | ---- | ------------------------------- | ----- | ------- | ---------------- |
| clove, nail   |         |      | 7 pounds                        | 0007  | 3,18 kg | 0.003.175,146590 |
| stone         |         | st.  | 2 cloves                        | 0014  | 6,35 kg | 0.006.350,293180 |
| tod           |         |      | 2 stones                        | 0028  | 12,7 kg | 0.012.700,586360 |
| hundredweight | Zentner | cwt. | 4 tods = 8 stones               | 0112  | 50,8 kg | 0.050.802,345440 |
| wey, weight   |         |      | 1 5⁄8 hundredweight = 13 stones | 0182  | 82,6 kg | 0.082.553,811340 |
| sack          | Sack    |      | 2 weys                          | 0364  | 165 kg  | 0.165.107,622680 |
| last, load    | Last    |      | 12 sacks                        | 4368  | 1,98 t  | 1.981.291,472160 |

### Getreide
Die Einheit bushel als Maß für die Bestimmung einer Getreidemenge war ursprünglich ein reines Volumenmaß. Seit dem 19. Jahrhundert ist diese Einheit ein äquivalentes Massemaß. Bezugspunkt für ein „bushel“ ist – nach Getreideart unterschiedlich – ein bestimmtes Gewicht, das bei einer Messbezugsfeuchte festgestellt wird und dann als „standard weight/bu“ bezeichnet wird. Je nach Feuchtigkeitsgehalt ist daher das Gewicht eines „bushel“ Getreide unterschiedlich hoch.
| Einheit          | Deutsch               | Abk. | Größe (und Feuchte) | Kilogramm (und Feuchte)    |
| ---------------- | --------------------- | ---- | ------------------- | -------------------------- |
| bushel (corn)    | Scheffel (Mais)       | bu   | 56 pounds at 15,5 % | 25,401172720 kg bei 15,5 % |
| bushel (rye)     | Scheffel (Roggen)     | bu   | 56 pounds at 14,0 % | 25,401172720 kg bei 14,0 % |
| bushel (wheat)   | Scheffel (Weizen)     | bu   | 60 pounds at 13,5 % | 27,215542200 kg bei 13,5 % |
| bushel (soybean) | Scheffel (Sojabohnen) | bu   | 60 pounds at 13,0 % | 27,215542200 kg bei 13,0 % |

## Zeit
Die einzige spezifisch englische Zeiteinheit, die heutzutage in Großbritannien oft (aber in den USA selten) anzutreffen ist, ist fortnight (aus »fourteen nights«), zum Beispiel bei zweiwöchentlichen Fernsehprogrammen. Zudem wird der Begriff fortnight oft in Australien verwendet, da dort üblicherweise auch das Gehalt und die Rente vierzehntäglich ausgezahlt werden.
Die anderen englischen Zeitmaße stammen überwiegend aus der Seefahrt.
| Einheit   | Deutsch  | Abk. | Größe       | Sekunden | Sekunden    |
| --------- | -------- | ---- | ----------- | -------- | ----------- |
| ounce     | (Unze)   |      | 1⁄12 moment |          | 7,5 s       |
| moment    | (Moment) |      | 1⁄40 h      | 1,5 min  | 90 s        |
| bell      | (Glocke) |      | 1⁄8 watch   | 30 min   | 1800 s      |
| watch     | (Wache)  |      | 4 h         | 240 min  | 14.400 s    |
| sennight  |          |      | 1 Woche     | 7 Tage   | 604.800 s   |
| fortnight |          |      | 2 Wochen    | 14 Tage  | 1.209.600 s |

## Temperatur

Traditionell ist im englischen Sprachraum die Temperaturskala von Fahrenheit verbreiteter als die von Celsius. Sie unterscheiden sich im Startpunkt
0 °C entspricht 32 °F entspricht 273,15 K,
0 °F entspricht −17 7⁄9 °C ≈ − 17,78 °C entspricht 255,37 K.
und in der Größe eines Grads (Temperaturdifferenz), die allerdings in einer einfachen linearen Beziehung zueinander stehen:
Ein Temperaturunterschied von 1 °F entspricht 5⁄9 °C oder 5⁄9 K.
Die Umrechnungen einer Temperatur von Fahrenheit in Celsius und zurück lauten also:
t °C entsprechen (9⁄5 t + 32) °F.
t °F entsprechen 5⁄9 (t − 32) °C.
Analog zur Kelvin-Skala wird in der Wissenschaft dementsprechend auch die Rankine-Skala benutzt.

## Abgeleitete Einheiten

### Geschwindigkeit
| Einheit         | Deutsch           | Abk.      | Größe      | km/h          | m/s           |
| --------------- | ----------------- | --------- | ---------- | ------------- | ------------- |
| Knot            | Knoten            | kn, NM/h  | 1 sm ÷ 1 h | 1,852 km/h    | 0,5144444 m/s |
| Mile per hour   | Meilen pro Stunde | mph, mi/h | 1 mi ÷ 1 h | 1,609344 km/h | 0,447040 m/s  |
| Foot per second | Fuß pro Sekunde   | fps, ft/s | 1 ft ÷ 1 s | 1,097280 km/h | 0,304800 m/s  |

Vor Einführung der internationalen Seemeile war die Seemeile (Admiralty Mile) um 0,07 % länger definiert und der Knoten entsprechend größer.

### Kraft
| Einheit     | Deutsch | Abk.     | Größe                                  | Newton  | Newton                    |
| ----------- | ------- | -------- | -------------------------------------- | ------- | ------------------------- |
| pound-force | Pfund   | lbf, lbF | 1 pound · gN = 196 133 ÷ 6096 lb·ft/s2 | 4,45 N  | 4,448221615260500 kg·m/s2 |
| poundal     |         | pdl      | 1 lb·ft/s2                             | 1,38 dN | 0,138254954376 kg·m/s2    |

Umgangssprachlich fällt die Unterscheidung zwischen pound und pound-force (wie Kilogramm zu Kilopond) häufig unter den Tisch, auch ist die Definition nicht offiziell. Daneben wurde in der ersten Hälfte des 20. Jahrhunderts ein technisches Pfund-Fuß-Sekunde-System eingeführt, in dem pound die Krafteinheit ist und die Masseeinheit slug heißt. Das poundal gibt es mindestens seit 1879.

### Druck
| Einheit                     | Deutsch               | Abk.         | Größe               | Pascal   | Pascal                   |
| --------------------------- | --------------------- | ------------ | ------------------- | -------- | ------------------------ |
| Pound-force per square inch | PSI                   | psi, lbF/in2 | 1 pound-force/inch2 | 6,89 kPa | 6894,757293168370 kg/ms2 |
| Pound-force per square foot |                       | lbF/ft2      | 1 pound-force/foot2 | 47,9 Pa  | 47,880258980336 kg/ms2   |
| Poundal per square foot     |                       | pdl/ft2      | 1 poundal/foot2     | 1,49 Pa  | 1,488163943570 kg/ms2    |
| Inch mercury                | Zoll Quecksilbersäule | inHg, inHg   | 25,4 mmHg           | 3,39 kPa | 3386,388157894730 kg/ms2 |

### Energie
| Einheit              | Deutsch     | Abk.       | Größe                               | Joule    | Joule            |
| -------------------- | ----------- | ---------- | ----------------------------------- | -------- | ---------------- |
| calorie (15 °C)      | Kalorie     | cal, cal15 | 1 g H2O @ 1 atm, 14,5→15,5 °C       | 4,186 J  | 4,185 5 kg·m2/s2 |
| Calorie (15 °C)      | Kilokalorie | C, kcal    | 1000 calorie                        | 4,186 kJ | 4185,5 kg·m2/s2  |
| British thermal unit |             | Btu, BTU   | 1 pound H2O, 63→64 °F ~= 778 ft·lbF | 1,055 kJ |                  |
| therm                |             |            | 100.000 Btu                         | 105,5 MJ |                  |
| quad                 |             |            | 10.000.000.000 therm                | 1,055 EJ |                  |

Die calorie ist keine Einheit des angloamerikanischen Maßsystems, ist aber eine vor allem in den USA sehr gebräuchliche Nicht-SI-Einheit. Daher ist sie der Vollständigkeit halber mit aufgeführt. Neben der 15-Grad-Kalorie gibt es noch einige weitere, siehe dazu Kalorie.
Das quad bedeutet quadrillion BTU, wobei die amerikanische Quadrillion gemeint ist, also 1015 BTU.

### Leistung
| Einheit    | Deutsch      | Abk.    | Größe                                         | Watt   | Watt                      |
| ---------- | ------------ | ------- | --------------------------------------------- | ------ | ------------------------- |
| Manpower   | (Mannstärke) |         | 1⁄10 horsepower                               | 74,6 W | 74,569987158227 kg·m2/s3  |
| Horsepower | Pferdestärke | hp, BHP | 550 lbF·ft/s = 550 · 196 133 ÷ 6096 lb·ft2/s3 | 746 W  | 745,699871582270 kg·m2/s3 |

Die deutsche Pferdestärke ist als 75 kp·m/s definiert und mit 735,49875 Watt etwas kleiner als die britische horse power; sie wird manchmal als metric horsepower, also als metrische Pferdestärke, bezeichnet.

### Drehmoment
| Einheit    | Deutsch  | Abk.          | Größe                      | Newtonmeter | Newtonmeter                  |
| ---------- | -------- | ------------- | -------------------------- | ----------- | ---------------------------- |
| Foot-pound | Pfundfuß | lb-ft, lbF·ft | 1 lbF · 1 ft               | 1,36 N·m    | 1,355817948331400 4 kg·m2/s2 |
| Inch-pound |          | lb-in, lbF·in | 1 lbF · 1 in = 1⁄12 lb-ft  | 1,13 dN·m   | 0,1129848290276167 kg·m2/s2  |
| Inch-ounce |          | oz-in, ozF·in | 1 ozF · 1 in = 1⁄192 lb-ft | 7,06 mN·m   | 0,007061551814226 kg·m2/s2   |

### Kraftstoffverbrauch
Streckenbezogener Kraftstoffverbrauch: Bei Fahrzeugen wird im metrischen Maßsystem die Kraftstoffmenge (in Liter) angegeben, die pro 100 km Streckenlänge verbraucht wird. Im angloamerikanischen Maßsystem wird der umgekehrte Bezug hergestellt. Hier wird die Streckenlänge (in Meilen) angegeben, die mit einer Gallone Kraftstoff zurückgelegt werden kann, also die Kraftstoffeffizienz. Da die Gallone in der Variante U.S. Customary Units kleiner ist als in der Variante Imperial Units (UK), gibt es hier ebenfalls zwei verschieden große Einheiten.
| Einheit                                              | Deutsch                                              | Abk.                                                 | Größe                                                | Umrechnungsfaktor mpg (US)    | Umrechnungsfaktor mpg (UK)    |
| ---------------------------------------------------- | ---------------------------------------------------- | ---------------------------------------------------- | ---------------------------------------------------- | ----------------------------- | ----------------------------- |
| Miles per gallon                                     | Meilen pro Gallone                                   | mpg, MPG, mi/gal                                     | 1 mile/gallon                                        | 235,2145833 mpg (US)⁄l/100 km | 282,4809363 mpg (UK)⁄l/100 km |
| Genauigkeit der Umrechnung: 1 Stelle nach dem Komma: | Genauigkeit der Umrechnung: 1 Stelle nach dem Komma: | Genauigkeit der Umrechnung: 1 Stelle nach dem Komma: | Genauigkeit der Umrechnung: 1 Stelle nach dem Komma: | 235 mpg (US)⁄l/100 km         | 282 mpg (UK)⁄l/100 km         |

Rote Kurve: Imperial gallon (UK), blaue Kurve: Liquid gallon (US)

Weil die metrische Verbrauchsangabe in Litern pro 100 Kilometern – d. h. als SI-Einheit ohne numerische Faktoren: cl/km oder dal/Mm – reziprok zur angloamerikanischen Effizienzangabe in Meilen pro Gallone (mpg, MPG, mi/gal) erfolgt, muss für die Umrechnung in die jeweilige Zieleinheit der Umrechnungsfaktor durch die Ausgangseinheit dividiert werden. Folgende Beispiele sollen das erläutern:
- 5,3 l⁄100 km → mpg (US): 235⁄5,3 l⁄100 km = 44,3 mpg (US)
- 25 mpg (US) → l⁄100 km: 235⁄25 mpg (US) = 9,4 l⁄100 km

Nachdem in Großbritannien die Tankstellen auf Liter umgestellt wurden, Entfernungen aber weiter in Meilen angegeben werden, taucht dort auch die Angabe von Meilen pro Liter (mi/l) auf. In Kanada sind sowohl l⁄100 km als auch mpg (UK) möglich. Selten wird dort auch die Einheit Kilometer pro Liter verwendet, insbesondere in den NWT. Generell gilt, dass die Verbrauchsangaben weltweit nach unterschiedlichen Standards ermittelt werden und somit eine Umrechnung nur eine begrenzte Aussagekraft hat (siehe auch Kraftstoffverbrauch).

### Beleuchtungsstärke
In den USA wird auf Konsumenten-, Produktions- und Handelsebene bis zur Ingenieursebene die Beleuchtungsstärke nach dem United States customary units-System mit der Einheit Foot-candle (Lumen pro Quadratfuß) angegeben. Die Einheit wird in Arbeitsschutzvorgaben für die Ausleuchtung von Arbeitsplätzen, Wegen und Räumen genutzt, wie auch für die Beleuchtung von Straßen, Plätzen und öffentlichen Räumen. Aber auch im Bereich Fotografie und bei der Spezifikation von Fotosensoren ist sie vorherrschend. Auf der international kooperierenden Wissenschaftsebene wird hingegen vorwiegend mit der SI-Einheit Lux gearbeitet.
| Einheit     | Abk.          | Definition      | Metrische Größe              |
| ----------- | ------------- | --------------- | ---------------------------- |
| Foot-candle | fc, ftc, ft-c | 1 fc = 1 lm/ft2 | 10,76391 lx = 10,76391 lm/m2 |

### Allgemeines
- Imperial Measure (englisch)
- Ronald E. Zupko: A Dictionary of Weights and Measures for the British Isles: The Middle Ages To the Twentieth Century. Herausgegeben von: American Philosophical Society, Philadelphia, 1985

### Speziellere Details
- Gesetze aus Großbritannien über „Imperial Units“:
  - Units of Measurement Regulations 1995 (PDF)
  - Weight and Measure Act 1824 (PDF; 4,1 MB)

- Veröffentlichungen des National Institute of Standards and Technology (NIST) über „U.S. Customary Units“:
  - Handbuch Nr. 44, Anhang C (PDF; 401 kB)
  - Publikation 811: Guide for the Use of the International System of Units (SI) (PDF; 2,0 MB)
  - Publikation 447: Weights and Measure Standards of the United States (PDF; 1,4 MB)